# جان داوز
جان داوز (انگلیسی: John Dowse; ۱۱ نوامبر ۱۸۹۱ – ۱۶ اوت ۱۹۶۴) نظامی و ورزشکار راگبی اهل جمهوری ایرلند بود. وی همچنین برندهٔ جوایزی همچون صلیب نظامی شده‌است.